# Velčice
Velčice é um município da Eslováquia, situado no distrito de Zlaté Moravce, na região de Nitra. Tem 34,7 km² de área e sua população em 2018 foi estimada em 839 habitantes.

## Demografia
| Ano:        | 1994 | 2004   | 2014   | 2024   |
| ----------- | ---- | ------ | ------ | ------ |
| Broj ljudi: | 896  | 849    | 829    | 840    |
| Razlika:    |      | -5,24% | -2,35% | +1,32% |

| Ano:               | 2023 | 2024   |
| ------------------ | ---- | ------ |
| Número de pessoas: | 842  | 840    |
| Diferença:         |      | -0,23% |